# ロマス・カランタ

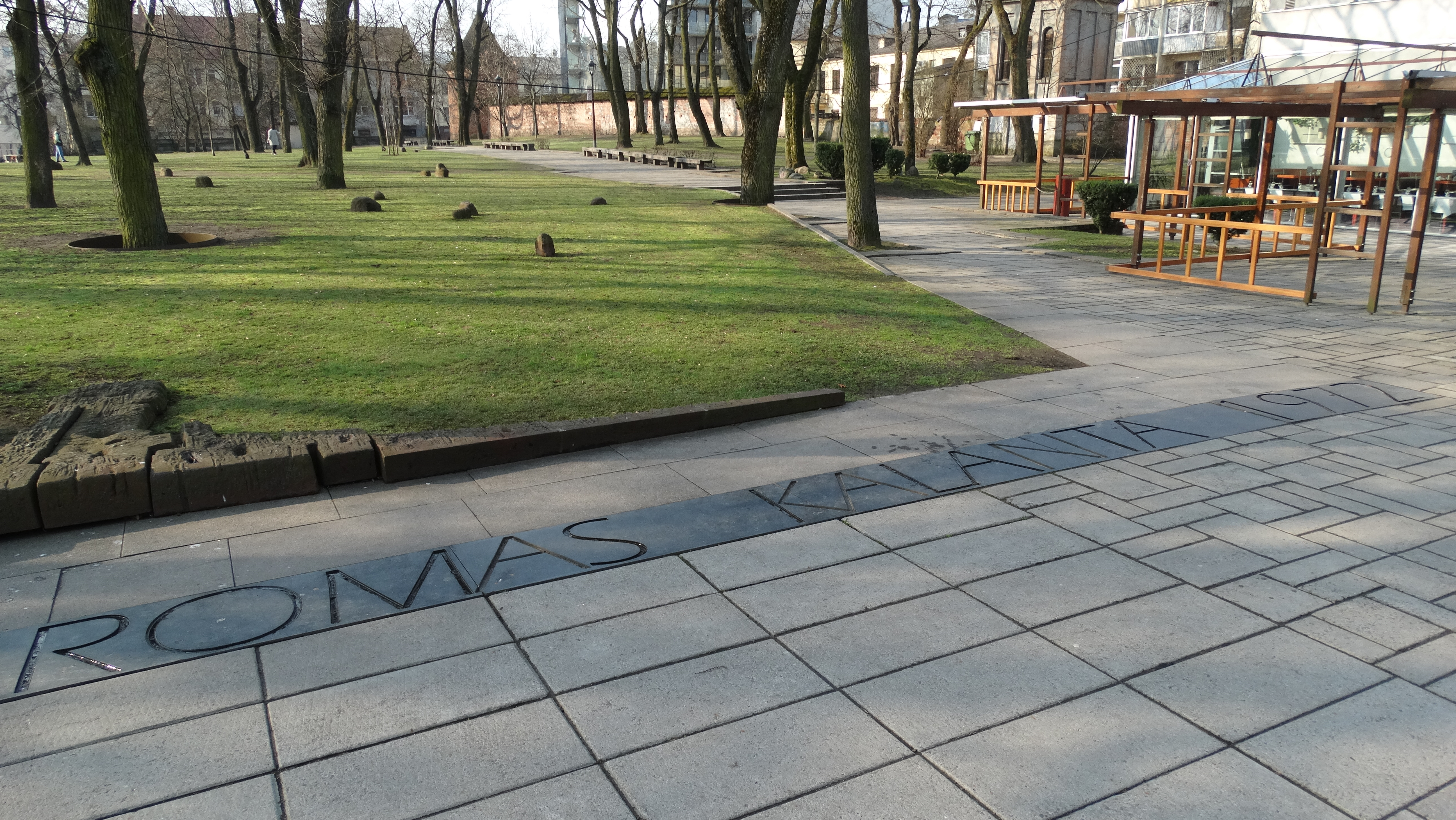
カウナスにある追悼碑

ロマス・カランタ（Romas Kalanta, 1953年2月22日 - 1972年5月14日）は、リトアニアの高校生で、1972年にソビエト連邦の占領に抗議して、カウナスで焼身自殺した人物。リトアニアの反ソビエトのレジスタンス運動の英雄とされる。